# Listă de filme britanice din 1986
Aceasta este o listă de filme britanice din 1986:

## Lista
| 1986                        |                     |                                                  |                  |                                                               |
| Absolute Beginners          | Julien Temple       | Patsy Kensit, David Bowie, James Fox, Sade       | Rock musical     |                                                               |
| Biggles: Adventures in Time | John Hough          | Neil Dickson, Alex Hyde-White                    | Adventure        |                                                               |
| Captive                     | Paul Mayersberg     | Irina Brook, Oliver Reed                         | Thriller         |                                                               |
| Caravaggio                  | Derek Jarman        | Nigel Terry, Sean Bean, Tilda Swinton            | Drama            | A câștigat Ursul de Argint la Festivalul de Film de la Berlin |
| Castaway                    | Nicolas Roeg        | Oliver Reed, Amanda Donohoe                      | Drama            |                                                               |
| Clockwise                   | Christopher Morahan | John Cleese, Penelope Wilton                     | Comedie          |                                                               |
| Coming Up Roses             | Stephen Bayly       | Ifan Huw Dafydd, Gillian Elisa, Mari Emlyn       | Comedie/Drama    |                                                               |
| Comrades                    | Bill Douglas        | Keith Allen, Dave Atkins                         | Drama/Historical | Prezentat la Festivalul de Film de la Berlin                  |
| Eat the Peach               | Peter Ormrod        | Stephen Brennan, Eamon Morissey                  | Comedy           | Co-producție ROI                                              |
| Fatherland                  | Ken Loach           | Gerulf Pannach, Fabienne Babe, Cristine Rose     | Drama            |                                                               |
| Foreign Body                | Ronald Neame        | Warren Mitchell, Victor Banerjee, Amanda Donohoe | Comedie          |                                                               |
| Gothic                      | Ken Russell         | Gabriel Byrne, Julian Sands                      | istoric, horror  |                                                               |
| Half Moon Street            | Bob Swaim           | Sigourney Weaver, Michael Caine                  | Thriller         |                                                               |
| Highlander                  | Russell Mulcahy     | Christopher Lambert, Sean Connery                | Fantastic        |                                                               |
| Knights & Emeralds          | Ian Emes            | Christopher Wild, Beverly Hills, Warren Mitchell | Drama            |                                                               |
| Labyrinth                   | Jim Henson          | David Bowie, Jennifer Connelly                   | Fantasy          |                                                               |
| Lady Jane                   | Trevor Nunn         | Helena Bonham Carter, Cary Elwes                 | istoric, drama   |                                                               |
| Letters to an Unknown Lover | Peter Duffell       | Yves Beneyton, Cherie Lunghi                     | Romance          |                                                               |
| Link                        | Richard Franklin    | Elisabeth Shue, Terence Stamp                    | Horror           |                                                               |
| The Mission                 | Roland Joffé        | Robert De Niro, Jeremy Irons                     | Drama            | Premii multiple, inclusiv Palme d'Or la Cannes                |
| Mona Lisa                   | Neil Jordan         | Bob Hoskins, Cathy Tyson, Michael Caine          | polițist, drama  | Hoskins a câștigat premiul pentru cel mai bun actor la Cannes |
| Rawhead Rex                 | George Pavlou       | Niall Tóibín, David Dukes                        | Horror           |                                                               |
| Rita, Sue and Bob Too       | Alan Clarke         | Michelle Holmes, Siobhan Finneran                | Drama            |                                                               |
| Shanghai Surprise           | Jim Goddard         | Madonna, Sean Penn                               | polițist/Drama   |                                                               |
| Sid and Nancy               | Alex Cox            | Gary Oldman, Chloe Webb                          | Biopic           |                                                               |
| Sky Bandits                 | Zoran Perisic       | Scott McGinnis, Miles Anderson                   | Acțiune/Aventuri |                                                               |
| Time After Time             | Bill Hays           | John Gielgud, Googie Withers                     | Comedie          |                                                               |
| When the Wind Blows         | Jimmy Murakami      | John Mills, Peggy Ashcroft                       | Drama/Animație   |                                                               |
| Witchboard                  | Kevin Tenney        | Tawny Kitaen, Stephen Nichols, Todd Allen        | Horror           |                                                               |